# Nastus elongatus
Nastus elongatus är en gräsart som beskrevs av Aimée Antoinette Camus. Nastus elongatus ingår i släktet Nastus och familjen gräs. Inga underarter finns listade i Catalogue of Life.